# Harold Ousley
Harold Ousley (* 29. Januar 1929 in Chicago, Illinois; † 13. August 2015) war ein US-amerikanischer Jazz-Tenorsaxophonist und Flötist.

## Leben und Wirken
Ousley begann seine Karriere Ende der 1940er-Jahre; in den 1950er Jahren wirkte er als Begleitmusiker an Aufnahmen von Billie Holiday, King Kolax und Dinah Washington (Sings Bessie Smith, 1957/58) mit. Außerdem spielte er in dieser Zeit in der Band von Gene Ammons, arbeitete dann in den 1960er Jahren mit Frankie Dunlop, Jack McDuff (Silken Soul, 1966) und George Benson. 1961 nahm er für Bethlehem Records ein erstes Album unter eigenem Namen auf, an dem u. a. Julian Priester, Charles Davis und der Schlagzeuger Walter Perkins mitwirkten.
In den 1970er-Jahren spielte er in den Bands von Lionel Hampton, Sy Oliver und Count Basie und nahm weiterhin einige Alben mit eigenen Formationen auf, u. a. für Muse Records. Danach trat er wieder im Jahr 2000 auf dem Chicagoer Delmark-Label mit dem Hardbop-Album Grit-Grittin' Feelin in Erscheinung, das u. a. eine Coverversion des Goffin-King-Songs „Go Away, Little Girl“ enthält. Im Bereich des Jazz war er zwischen 1952 und 2000 an 33 Aufnahmesessions beteiligt.

## Diskographische Hinweise
- Tenor Sax (Bethlehem Records, 1961)
- The Kid (Cobblestone Records, 1972), mit Neal Creque, Bob Rose, Jay Leonhart, Jim Young, Danny Barrajanos, Ralph Dorsey
- Sweet Double Happiness (Muse Records, 1972) dto.
- The People's Groove (Muse Records, 1972)
- Grit-Grittin’ Feelin’ (Delmark, 2000), mit Art Hoyle, Jodie Christian, John Whitfield, Robert Shy